# Agropoli
Agropoli (Aruòpëlë o Aruòpuli in dialetto cilentano) è un comune italiano di 21 315 abitanti della provincia di Salerno in Campania.

## Geografia fisica

### Territorio
Importante centro costiero situato nel Cilento, alle porte occidentali del Parco nazionale del Cilento, Vallo di Diano e Alburni, sul mar Tirreno all'estremità meridionale del golfo di Salerno. Oltre che dal mar Tirreno, il territorio comunale è delimitato dal primo gruppo collinare cilentano a ovest e a sud, che lo separa dai comuni di Ogliastro Cilento, Prignano Cilento, Torchiara e Laureana Cilento, mentre a sud-est il gruppo orografico che culmina nel monte Tresino costituisce il confine con il comune di Castellabate. A nord i declivi collinari digradano nella piana del Sele, in cui il rivo Solofrone segna i confini coi comuni di Capaccio-Paestum e di Cicerale.
Trovandosi esattamente al confine fra la pianura del Sele e il territorio cilentano, dal profilo orografico collinare-montuoso, la morfologia del territorio comunale appare diversificata; anche la costa è variegata, con un susseguirsi di tratti rocciosi intervallati da strette spiagge sabbiose.
Il territorio è attraversato da diversi corsi d’acqua di modesta o scarsa entità, perlopiù a regime torrentizio. Il principale è il Testene, che nasce dalle alture sovrastanti il comune di Perdifumo.
Peculiare è il rilievo roccioso su cui sorge il centro storico della cittadina, con la caratteristica rupe che affaccia sul porto, da cui deriva il toponimo cittadino di Acropolis ("città posta in alto", dal greco ἄκρος "akros", alto, πὸλις "polis", città).
Ad Agropoli transita il 15º meridiano est, linea di riferimento del fuso orario dell'Europa centrale (UTC+1).
- Classificazione sismica: zona 3 (sismicità bassa), Ordinanza PCM. 3274 del 20/03/2003.

### Clima
La stazione meteorologica più vicina è quella di Capaccio. In base alla media trentennale di riferimento 1961-1990, la temperatura media del mese più freddo, gennaio, si attesta a +6,8 °C; quella del mese più caldo, agosto, è di +24,4 °C.
| CAPACCIO           | Mesi | Mesi | Mesi | Mesi | Mesi | Mesi | Mesi | Mesi | Mesi | Mesi | Mesi | Mesi | Stagioni | Stagioni | Stagioni | Stagioni | Anno |
| CAPACCIO           | Gen  | Feb  | Mar  | Apr  | Mag  | Giu  | Lug  | Ago  | Set  | Ott  | Nov  | Dic  | Inv      | Pri      | Est      | Aut      | Anno |
| ------------------ | ---- | ---- | ---- | ---- | ---- | ---- | ---- | ---- | ---- | ---- | ---- | ---- | -------- | -------- | -------- | -------- | ---- |
| T. max. media (°C) | 9,9  | 9,9  | 12,6 | 16,0 | 20,2 | 24,3 | 28,7 | 29,2 | 25,4 | 20,9 | 15,8 | 12,0 | 10,6     | 16,3     | 27,4     | 20,7     | 18,7 |
| T. min. media (°C) | 3,7  | 4,0  | 5,7  | 8,6  | 11,7 | 15,6 | 19,1 | 19,6 | 16,5 | 13,0 | 9,1  | 5,9  | 4,5      | 8,7      | 18,1     | 12,9     | 11,0 |

- Classificazione climatica: zona C, 1021 GG

## Storia

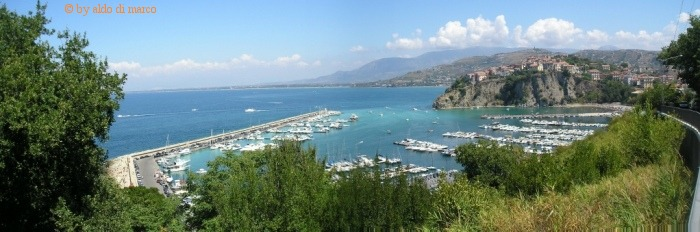
Porto e cittadina di Agropoli

Il territorio di Agropoli è stato frequentato a partire dal Neolitico da popolazioni dedite alla caccia e alla pesca.
Alla foce del fiume Testene in passato c'era una baia, utilizzata dai Greci per scambi commerciali, sia prima che dopo la fondazione della vicina Poseidonia (Paestum). Sul vicino promontorio, che prese il nome di Petra, a metà del VII secolo a.C. venne edificato un tempio dedicato ad Artemide.
In epoca romana, a partire dal I secolo a.C. è attestata la presenza di un piccolo borgo marittimo, Ercula, in prossimità dell'attuale lungomare San Marco, destinato a servire da approdo anche per la vicina Paestum, il cui porto andava insabbiandosi.
Nelle acque antistanti la piccola insenatura del Vallone, in zona monte Tresino, in passato sono state recuperate dai fondali numerose ancore di pietra (greche, puniche o etrusche), ancore in piombo romane (costituite da ceppi e contromarre), un'anfora di tipo etrusco, anfore vinarie e olearie di epoca romana. Ciò è prova del passaggio e dell’attracco di navi fin da epoca antichissima, e di una costante frequentazione del sito, fino al IV secolo d.C. L'approdo del Vallone ha una notevole profondità sottocosta, adatta anche a navi onerarie, ossia da trasporto, lente e panciute, usate per la navigazione costiera.
In seguito alle incursioni dei Vandali nel V secolo il borgo, difficilmente difendibile, venne abbandonato dagli abitanti, che si trasferirono sul vicino promontorio.
Tra il 535 e il 553, con la guerra greco-gotica i Bizantini greci vi collocarono una roccaforte, che prese il nome di Acropolis. Alla fine del VI secolo vi si rifugiò il vescovo di Paestum per sfuggire ai Longobardi.
Con l'arrivo di profughi bizantini dalla Lucania Agropoli si ingrandì e divenne sede di un vescovato.
Nell'882 i Bizantini furono cacciati dai Saraceni, i quali costruirono un ribàt (nuova fortificazione): da qui partivano gli attacchi ai paesi vicini fino a Salerno. Nel 915 i Saraceni furono cacciati e Agropoli tornò in mano ai vescovi, che intanto si erano stabiliti a Capaccio. I vescovi dominarono la città per tutta l'epoca medioevale, insieme ai centri di Ogliastro ed Eredita, e ai villaggi di Lucolo, Mandrolle, Pastina, San Marco di Agropoli e San Pietro di Eredita, che componevano il feudo di Agropoli.
Nel 1412 i feudi di Agropoli e Castellabate furono ceduti da papa Gregorio XII al re Ladislao di Durazzo (1386–1414) come parziale pagamento di debiti accumulati nell'arco di alcune guerre. Il 20 luglio 1436 Alfonso V d'Aragona concesse i feudi di Agropoli e Castellabate a Giovanni Sanseverino, già conte di Marsico e barone del Cilento, che come compenso doveva versare ai vescovi di Capaccio 12 once d'oro l'anno. Solo nel 1443 il re riprese possesso del territorio.
Successivamente Agropoli passò sotto il dominio di diverse casate: tra il 1505 e il 1507 i D'Avalos marchesi del Vasto e, fino al 1552, i Sanseverino. In seguito alla perdita dei suoi possedimenti da parte del principe Ferrante, ultimo rappresentante dei Sanseverino, accusato di tradimento nel 1553, Agropoli passò ai D'Ayerbo d'Aragona, nel 1564 ai Grimaldi, nel 1597 agli Arcella Caracciolo, nel 1607 ai Mendoza, nel 1626 ai Filomarino già principi di Roccadaspide, nel 1650 ai Mastrillo, che si alternarono per un breve periodo con gli Zazzero d'Aragona. I Sanfelice, duchi di Laureana, conservarono il potere sulla cittadina fino all'abolizione del sistema feudale.
Nel Ottocento Agropoli iniziò l'espansione oltre l'antico borgo.
Dal 1811 al 1860 fece parte del circondario di Torchiara, appartenente al distretto di Vallo del Regno delle Due Sicilie.
Dal 1860 al 1927, durante il Regno d'Italia fece parte del mandamento di Torchiara, appartenente al circondario di Vallo della Lucania.

### Simboli
Lo stemma e il gonfalone sono stati concessi con decreto del presidente della Repubblica dell'8 novembre 1991.
Il gonfalone è un drappo di giallo.

## Monumenti e luoghi d'interesse
L'abitato è sormontato dal centro storico, che conserva il centro antico, gran parte delle mura e il portale seicentesco. Vi si accede attraverso la caratteristica salita degli "scaloni", uno dei pochi esempi rimasti di salita a gradoni, e la porta monumentale, ben conservata.
- La porta: ha due aperture; sulla destra della porta principale ce n'è una, secondaria, ad arco ribassato, aperta agli inizi del XX secolo; tra le aperture è visibile una feritoia che permetteva la vigilanza e la difesa.

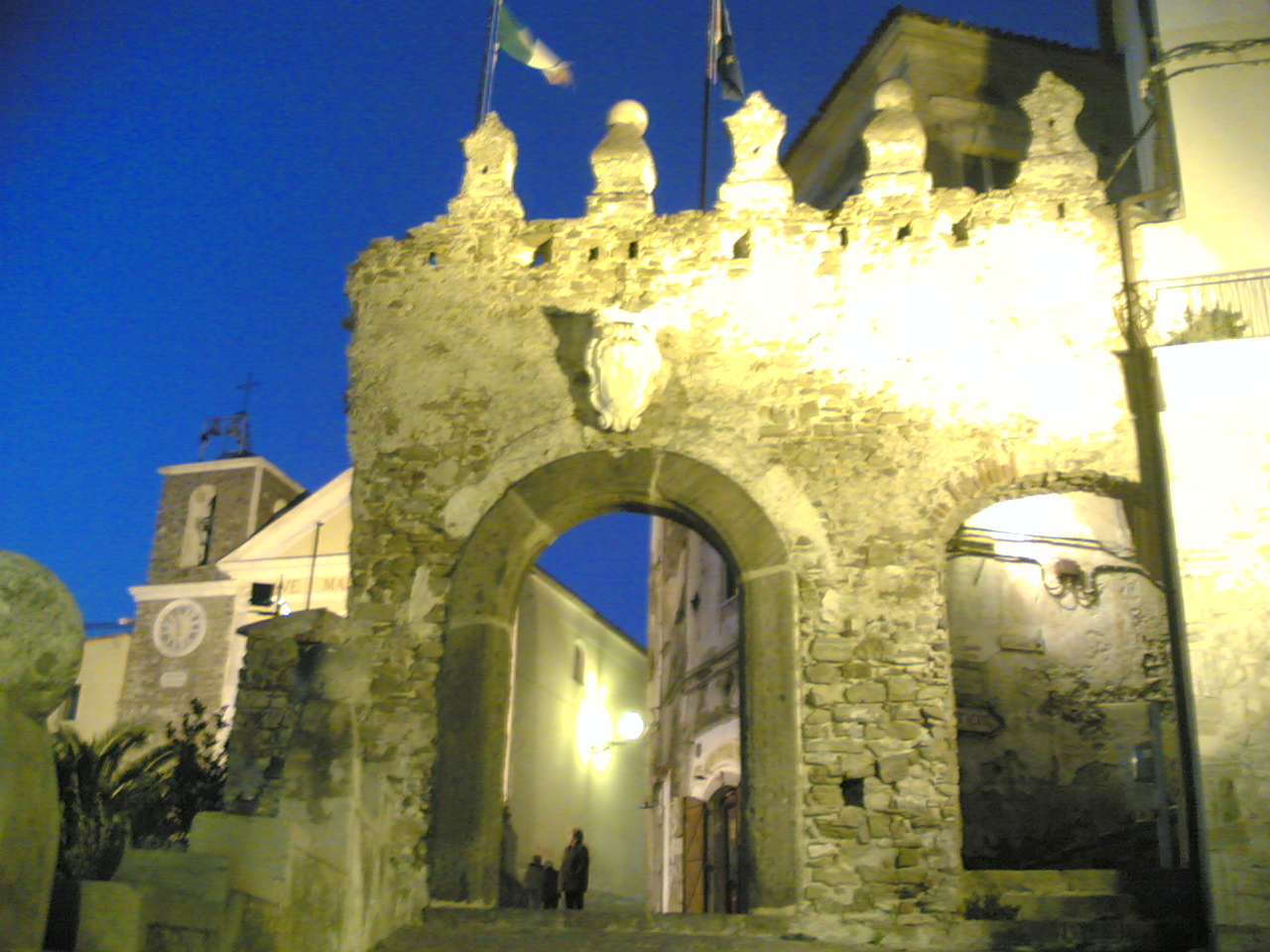
La Porta d'ingresso al centro storico

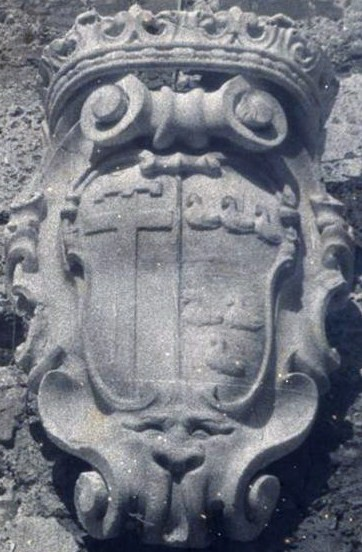
Lo stemma

La porta è sormontata da cinque merli, due dei quali sostengono altrettante palle di pietra. Le palle, alternate con altre di cemento e una croce di ferro indicante l'anno 1909, ricordo delle sacre missioni, decorano il parapetto sul ciglio della rupe.
Al di sopra della porta principale si nota lo stemma marmoreo dei Duchi Delli Monti Sanfelice, ultimi possessori feudali della città (lo stemma originariamente decorava l'ingresso del Castello). L'imponente stemma marmoreo è sovrastato da una corona rovinata ed è rifinito in basso da un mascherone. Il campo principale ha forma di scudo ed è suddiviso in due parti dove sei oche sono unite in due gruppi di tre (in alto allineate, in basso riunite in triangolo), originario emblema dei Sanfelice, e una croce, che era il simbolo della famiglia estinta Delli Monti.
La porta è parte integrante della cinta muraria, costruita in pietra locale e composta da due bracci, uno meridionale e uno settentrionale che si imperniano sul Castello e si concludono sullo strapiombo della "Rupe", difesa naturale dagli invasori.
- Gli scaloni: Il borgo antico è raggiungibile a piedi percorrendo la caratteristica salita degli "scaloni", per secoli unica via d'accesso al borgo e oggi uno dei pochi esempi di salita a gradoni, caratterizzati da gradinate larghe e basse, sopravvissuti alle esigenze del traffico veicolare, che altrove ne hanno determinato il livellamento. Per la poca popolazione locale residente sul promontorio storico vi è una strada secondaria retrostante, carrabile, e per un tratto, quello finale, a traffico limitato. Il muro di protezione degli scaloni è ornato da merli con estremità sferica che richiamano i merli della porta ed una croce di ferro indicante l'anno 1909, ricordo delle sacre missioni.

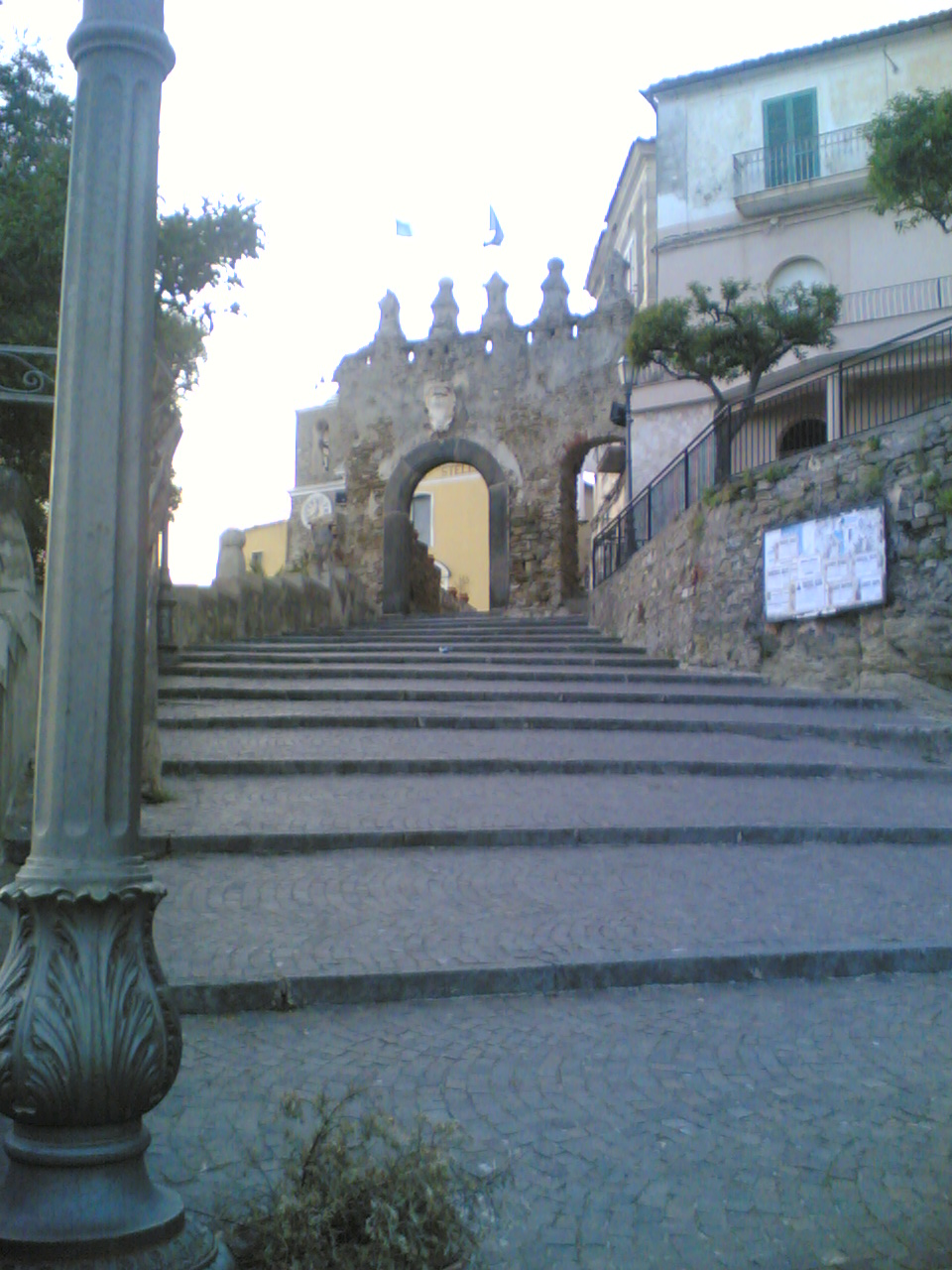
Gli scaloni. Sul fondo, l'ingresso al centro storico

- Il castello: A pianta triangolare e con tre torri circolari, si erge sul promontorio incastrandosi come un vertice nell'interno dell'area del borgo antico, mentre la base si protende fuori del nucleo abitato, come fortificazione avanzata sul versante collinare dal pendio più dolce e più esposto agli assalti.

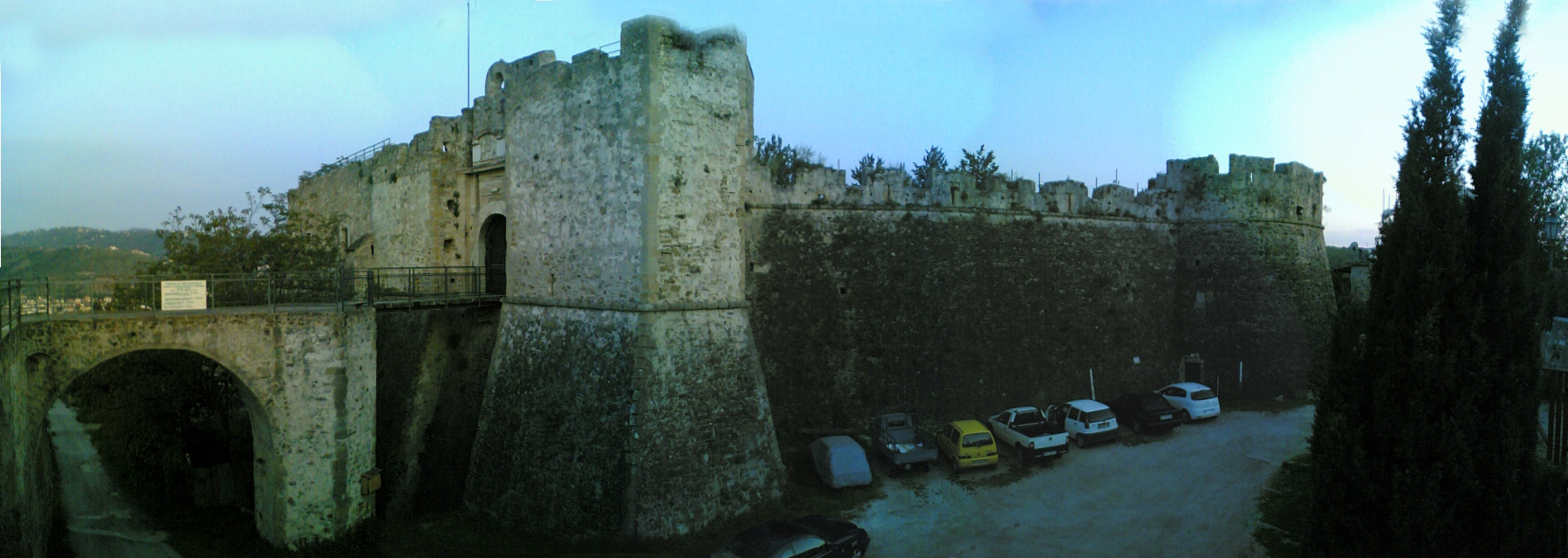
Il Castello

Attorno alle mura del castello si trova un fossato largo e profondo, ora distinguibile sul lato verso il borgo, mentre è quasi scomparso il dislivello sul lato orientale a causa dei lavori agricoli e dei cedimenti del terreno avutisi nel corso dei secoli.
Il castello presenta l'aspetto assunto dopo le ristrutturazioni d'età aragonese (XV secolo d.C.) che devono aver notevolmente ampliato l'originario impianto, a forma triangolare. L'interno del castello è occupato dalla piazza d'armi e da edifici addossati sui lati settentrionale e orientale. La piazza, oggi adibita a giardino e a teatro all'aperto, non è frutto di un riempimento artificiale, ma poggia sulla roccia inglobata a suo tempo nelle mura del castello, mentre sul lato settentrionale si trova la "Sala dei francesi", così chiamata a ricordo della sosta del drappello delle truppe francesi nel periodo napoleonico.
Il castello di Agropoli è legato a due personaggi: Luisa Sanfelice, personaggio minore della rivoluzione napoletana del 1799, la cui vicenda umana ispirò il romanzo di Alexandre Dumas (padre), La San Felice, e la scrittrice francese Marguerite Yourcenar, che lo menzionò nel racconto "Anna, soror".

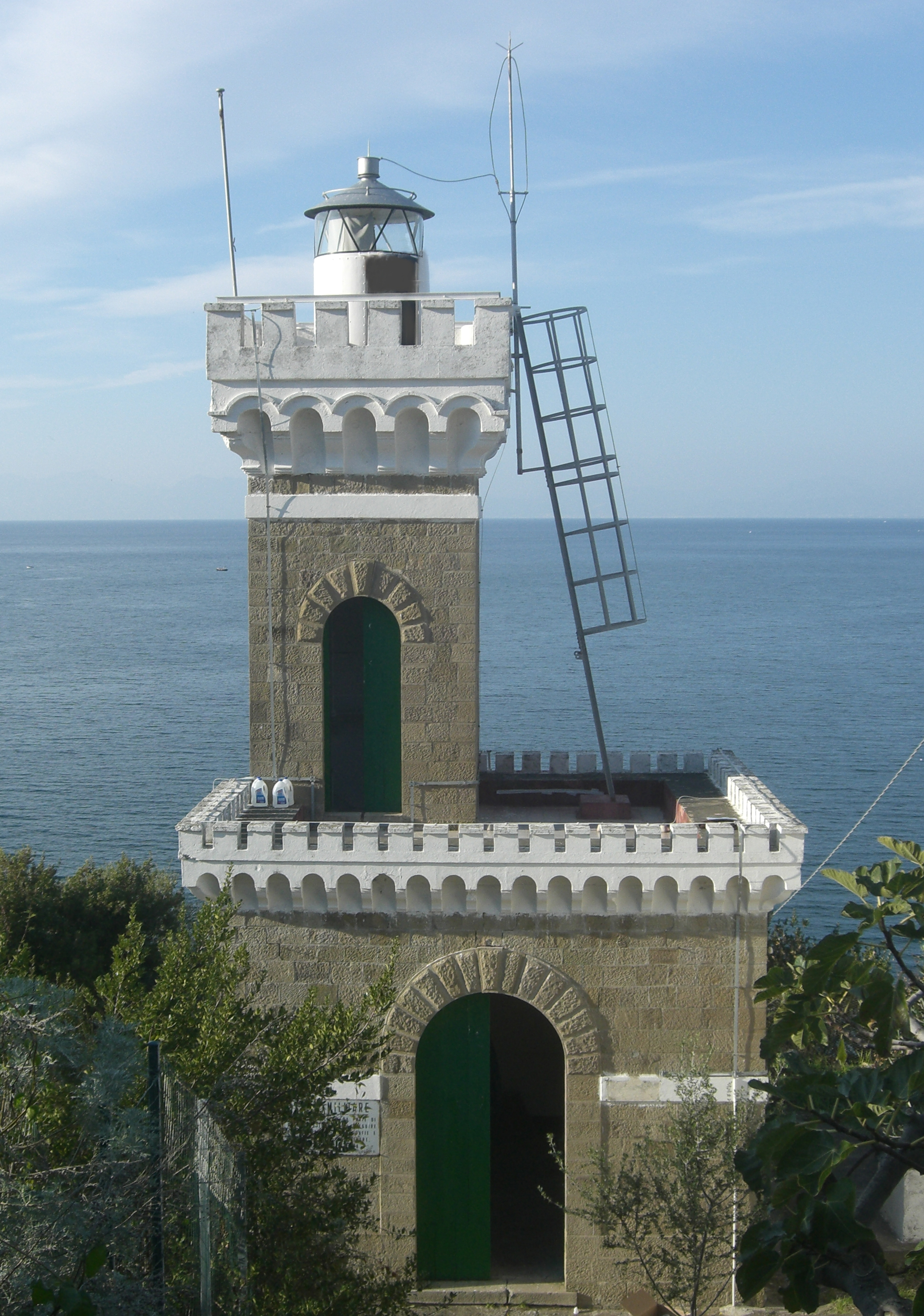
Agropoli - Il Faro

- Il Faro Punta Fortino: L'altezza della luce, a due lampi bianchi con intermittenza di 6 secondi, è posta a 10 metri su un fabbricato quadrato ad un piano.

La torre, in stile veneziano, fu costruita nel 1929, è visibile dal lungomare ed è posto sull'estremità del centro storico delimitando il limite della Rupe.

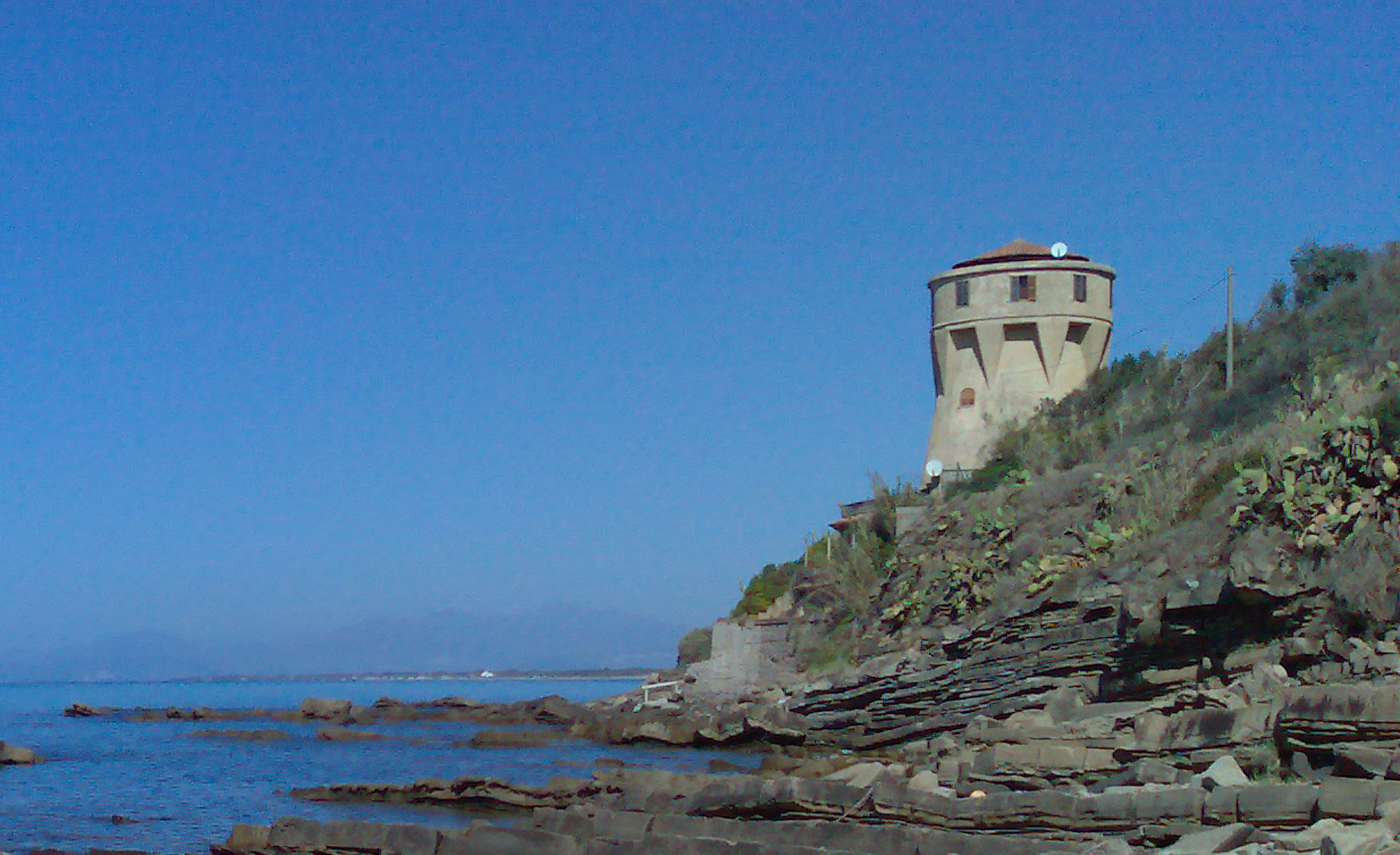
Agropoli - Torre S. Marco

- Le torri: La presenza di torri fortificate sulla costa di Agropoli, come del resto lungo l'intera costa tirrenica meridionale, è collegata alla minaccia costituita dalle scorribande dei pirati. A seguito dell'ordine generale di costruzione di una catena ininterrotta di torri costiere, emanato nel 1564 dal viceré spagnolo don Pedro de Toledo, iniziano a sorgere lungo la costa che da Agropoli giunge a Sapri torri di avvistamento nei punti strategici. A seguito di quest'ordine verrà rafforzata la Torre di San Marco, di forma circolare, all'epoca esistente, cui si affiancherà la Torre di San Francesco, costruita su un'alta sporgenza a picco sul mare, poco più a sud del promontorio sovrastato dal Castello.

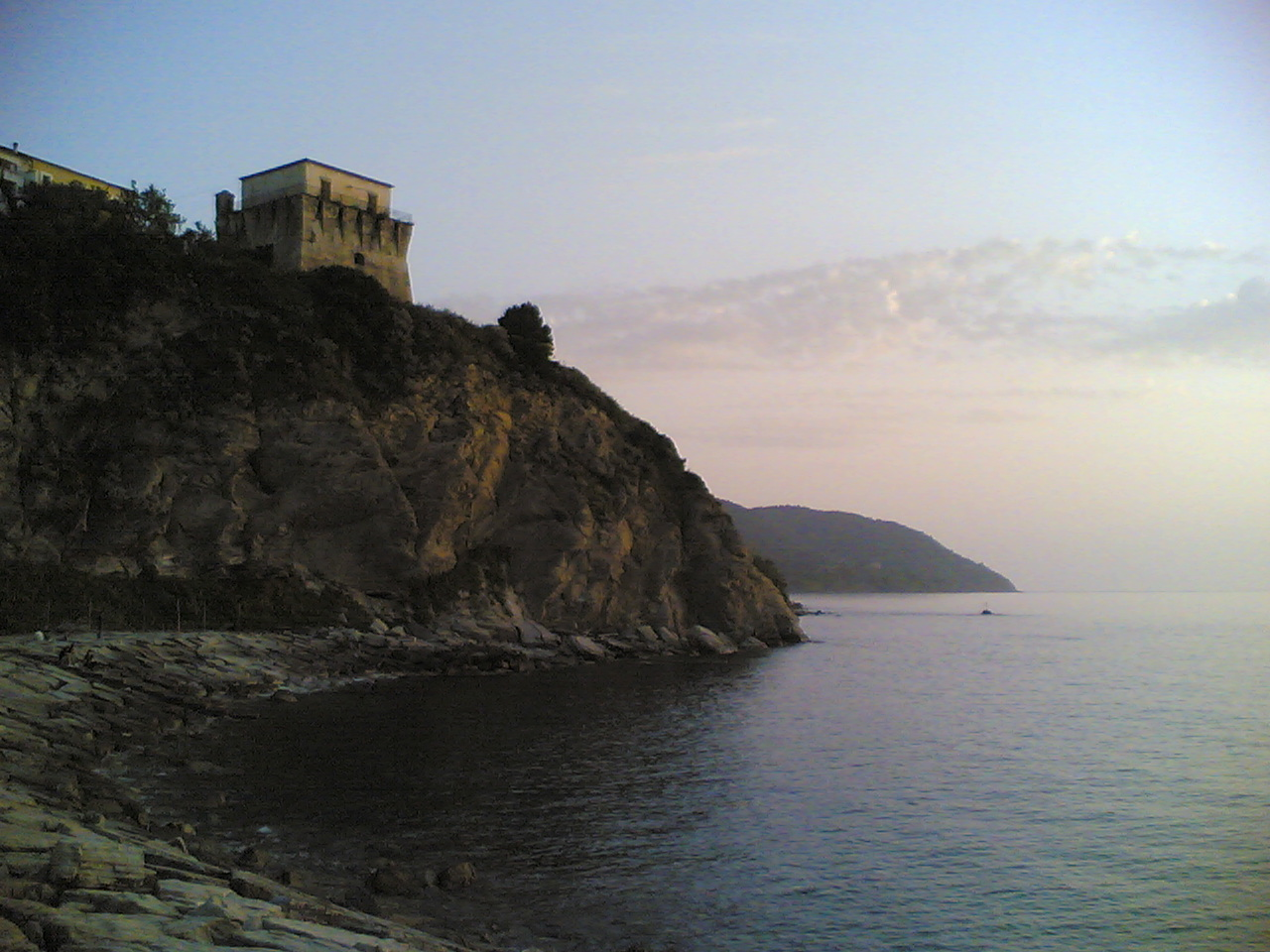
Agropoli - Torre S. Francesco e scoglio omonimo

Posto accanto al convento francescano qui sorto fin dal 1230, questa torre, di forma quadrangolare, risultava in posizione strategica, comunicando a Nord col Castello e con la Torre di San Marco, mentre a Sud con la torre costruita a Trentova e con quella di Punta Tresino (rientrante nel territorio del comune di Castellabate). Di oggi restano ruderi.
- La fornace: La data dell'inaugurazione risale al 1880, fu l'ingegner Vincenzo Del Mercato ad avere l'idea di una fornace per la produzione di mattoni. Dopo accurate ricerche, si optò di costruire la fornace in località Campamento, a pochi passi dal Fiume Testene, in quanto qui c'erano giacimenti di argille plastiche. La lavorazione consentiva molti tipi di mattoni, quali rex, tegole, cannocchiali, proveri, quattro fori, tre fori.

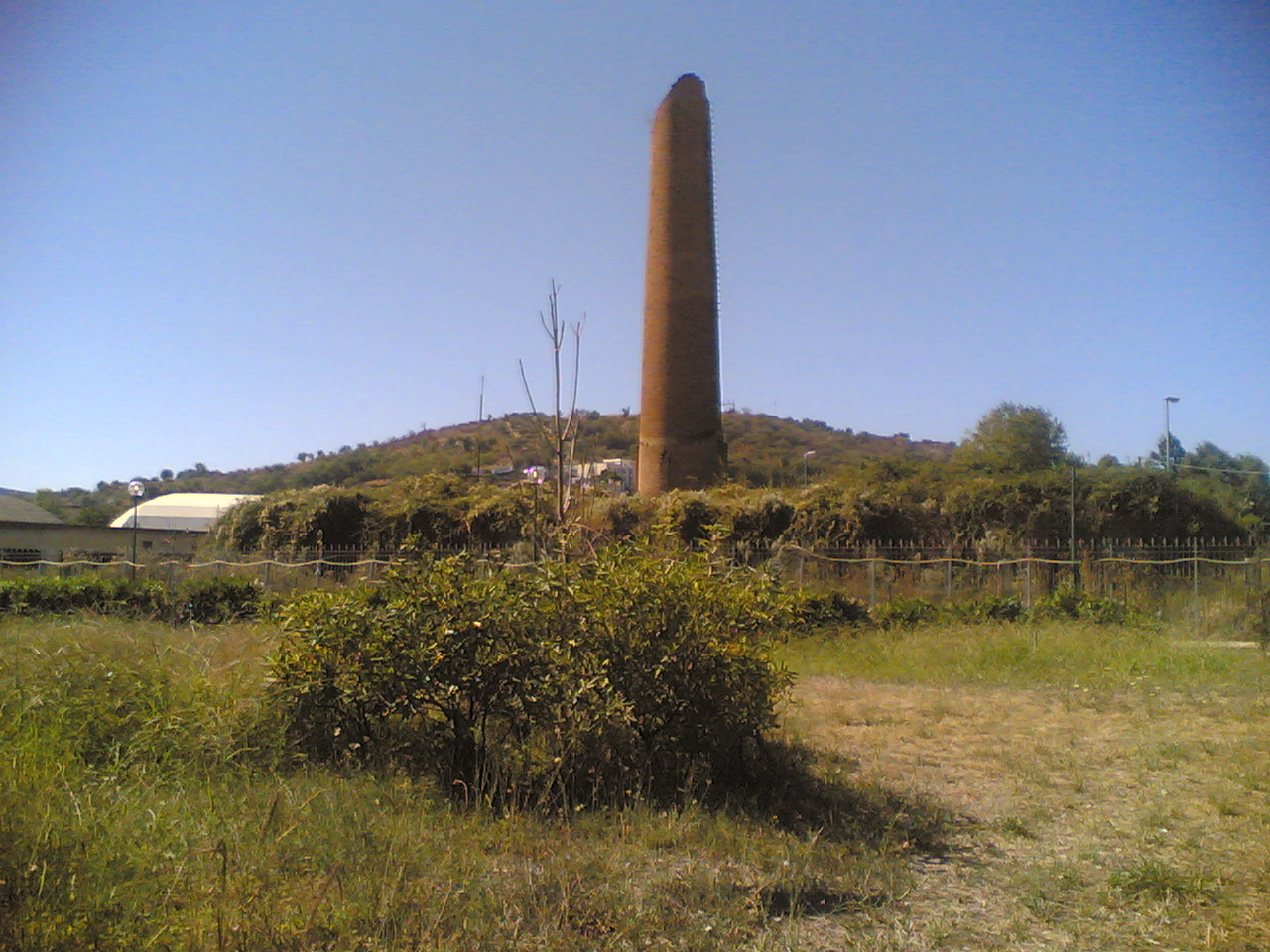
La Fornace

Dopo anni di attività la fornace declinò, fino a cessare la sua attività nel 1970.
- Chiesa Madre dei SS Pietro e Paolo: è di origini antiche: nel 593 una lettera di papa Gregorio Magno documenta nel borgo la presenza del presule pestano e si connette nella dedica alla tradizione dell'approdo di San Paolo in una località agropolese ed a S. Pietro, pescatore come molti degli abitanti del borgo antico.

Nell'ultimo ventennio del XVI secolo la chiesa è visitata da vescovi o da loro rappresentanti, che vi osservano l'altare maggiore (ricostruito nel 1714 e nel 1875, con tela raffigurante S. Antonio tra S. Bartolomeo e S. Gaetano di Tiene); inoltre, gli altari dedicati ai SS Pietro e Paolo (dal 1742), al Crocifisso (dal 1905), alla Santissima Concezione (dal 1698; dal 1875: fam. Troise), alla Madonna dell'Arco (1875: fam. Vecchio, tela con Madonna tra S. Francesco di Paola e S. Carlo Borromeo), al Rosario (1742, con confraternita e tela con Misteri; 1771, con porta sulla strada; 1875: tre statue entro nicchie con Madonna del Rosario tra S. Lucia e S. Rosa e, inoltre, tavola antica della Vergine della pietà), a S. Giuseppe (1742, 1771, insieme a S. Gennaro, fam. Storti; 1875: fam. Rosa, tela con la Vergine tra S. Giuseppe e S. Gennaro), a S. Antonio di Padova (dal 1583: altare, 1698: altare, 1875: già delle famiglie Magnoni e Del Baglivo), a Sant'Antonio Abate (dal 1612; 1875: sepoltura della famiglia Rotolo, tavola con S. Antonio abate e tela piccola con Santissima Trinità). L'edificio, che possiede tre campane, tre porte inclusa la principale, ha avuto bisogno di recenti e lunghi restauri. Ad unica navata, ha il coro, il pulpito e i confessionali.

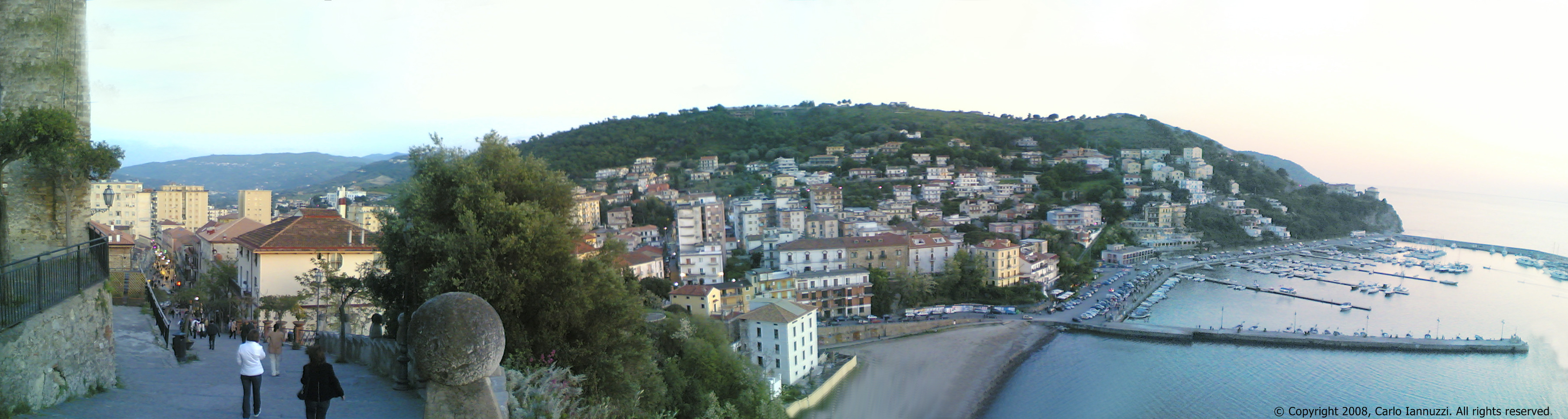
Gli Scaloni e il Porto

- Chiesa Santa Maria di Costantinopoli: la tradizione la dice costruita dopo il rinvenimento in mare della statua della Madonna che, degli infedeli, al tempo delle scorrerie turche della metà del Cinquecento, avevano cercato inutilmente di portar via.

Anche questa chiesa è documentata soprattutto a partire dal 1583, quando si accerta nella stessa l'esistenza di una confraternita. Nella visita apostolica del 1612 la chiesa risulta edificata di recente, provvista di un confessionale e della sepoltura per i marinai. La sagrestia ed una tela sono riscontrate nel 1742 e si specifica che è stata costruita con i contributi degli uomini di mare. Oltre al campanile con due campane, all'organo, al pulpito ed all'orologio, non mancano nel 1875 l'altare ed il presbiterio in marmo, quest'ultimo munito di balaustra e cancello in ottone, ed una "statua a telaio". Troviamo, inoltre, nel 1905, una statua in legno e tre porte. Alcuni anni dopo (1913) viene interdetta insieme ad altre, perché occupata da soldati per la pioggia torrenziale.

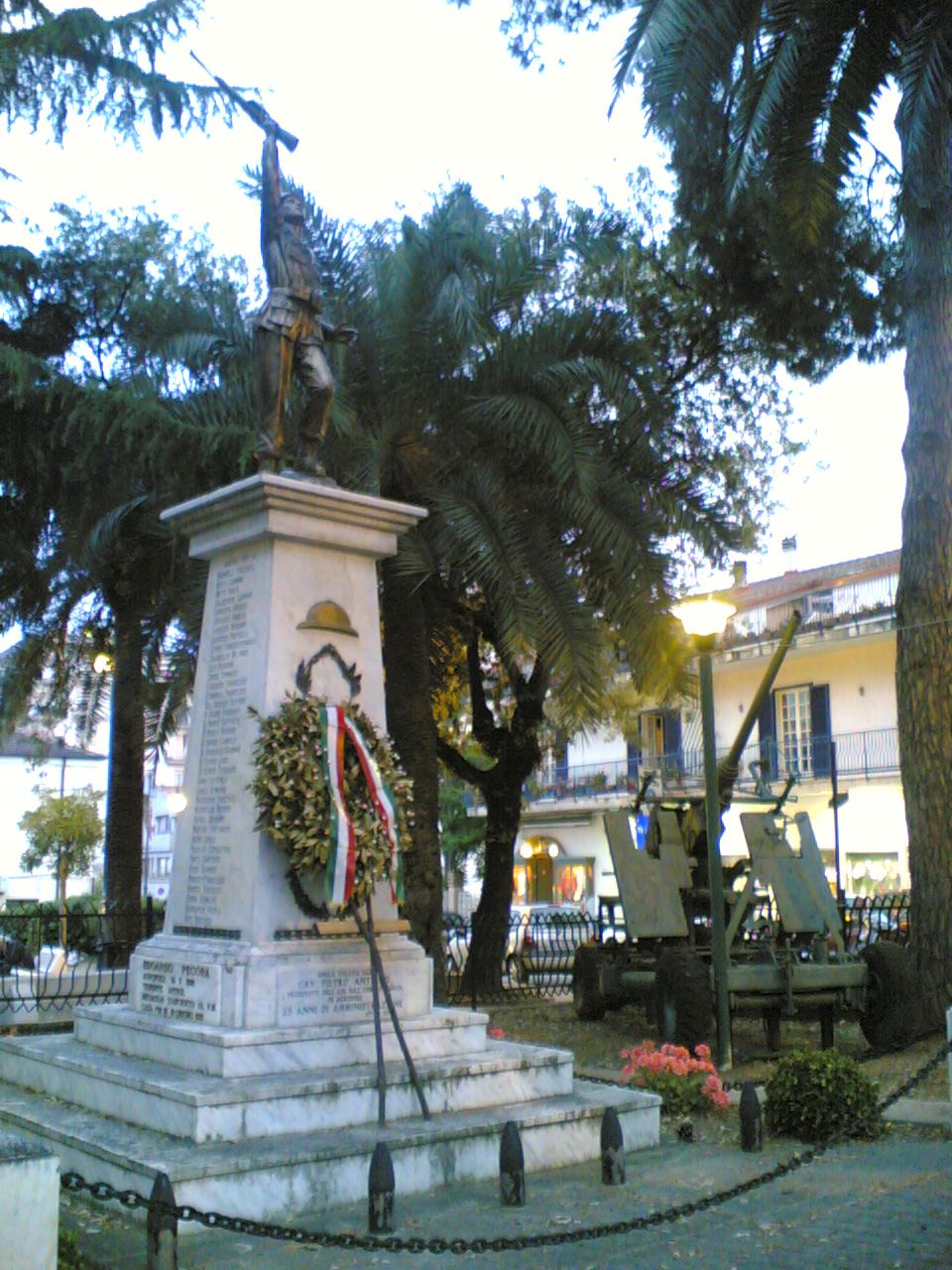
Agropoli - Monumento ai Caduti

- Monumenti ai Caduti: Il primo monumento ai caduti di Agropoli, risale all'11 maggio del 1924, costruito per volontà del popolo agropolese, che contribuì senza distinzione di ceto o di credo politico e con entusiasmo alla realizzazione del monumento.

Tuttavia durante il secondo conflitto mondiale la statua sarà tolta dal suo piedistallo per dare bronzo alla patria. L'attuale monumento risale al 20 novembre 1985.
Fu inaugurato il 9 dicembre 1973, invece, il monumento dei caduti in mare di Agropoli. È composto da una grande ancora posta su un piedistallo di marmo, e alla base i nomi dei caduti i mare durante le guerre.

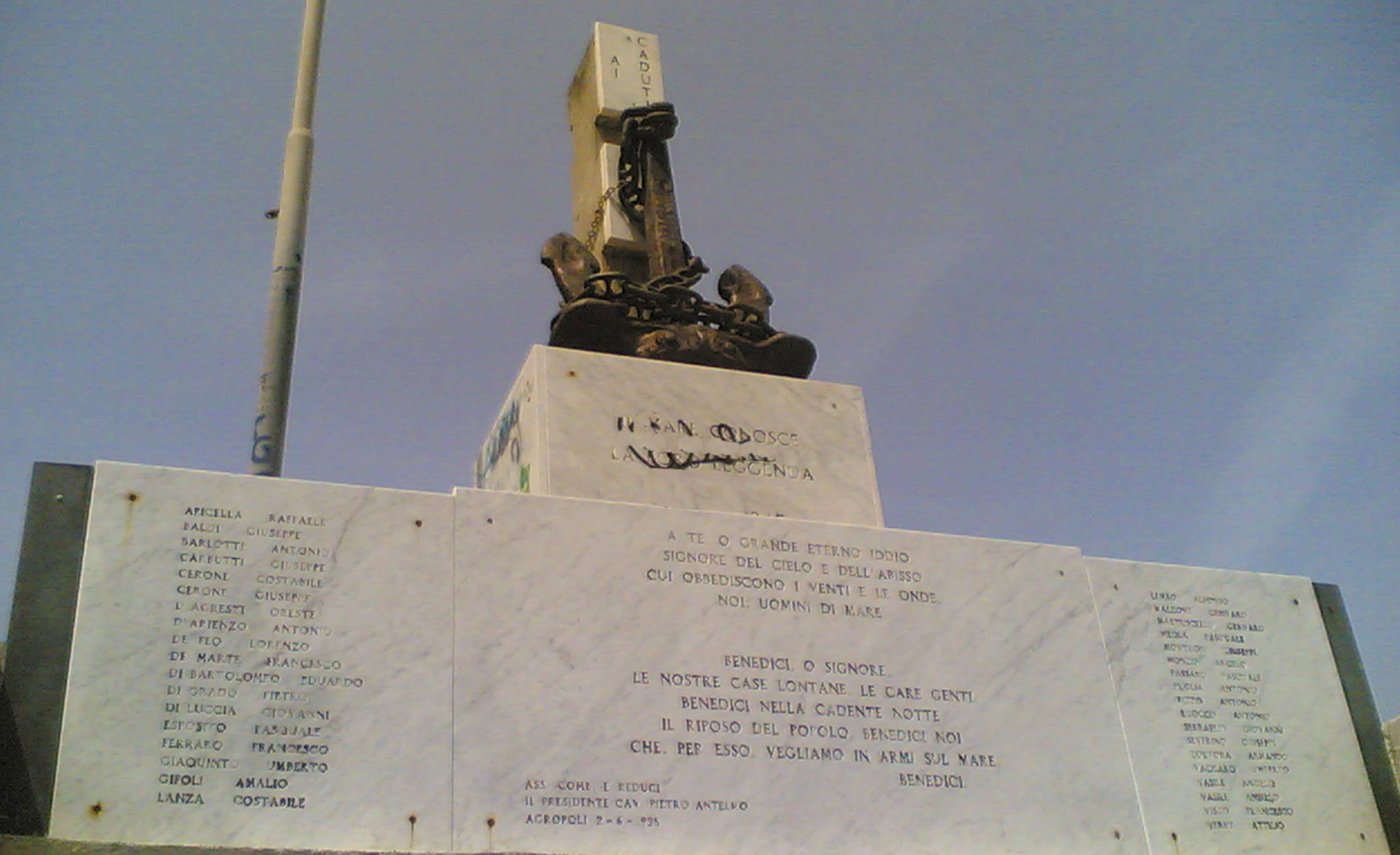
Agropoli - Monumento dei Caduti in Mare

- La statua di San Francesco, situata sulla collina di San Marco, è stata realizzata nel 1982. La statua scolpita in marmo bianco di Carrara è alta 6 m ed è collocata su una torre che misura 32,60 m di altezza.

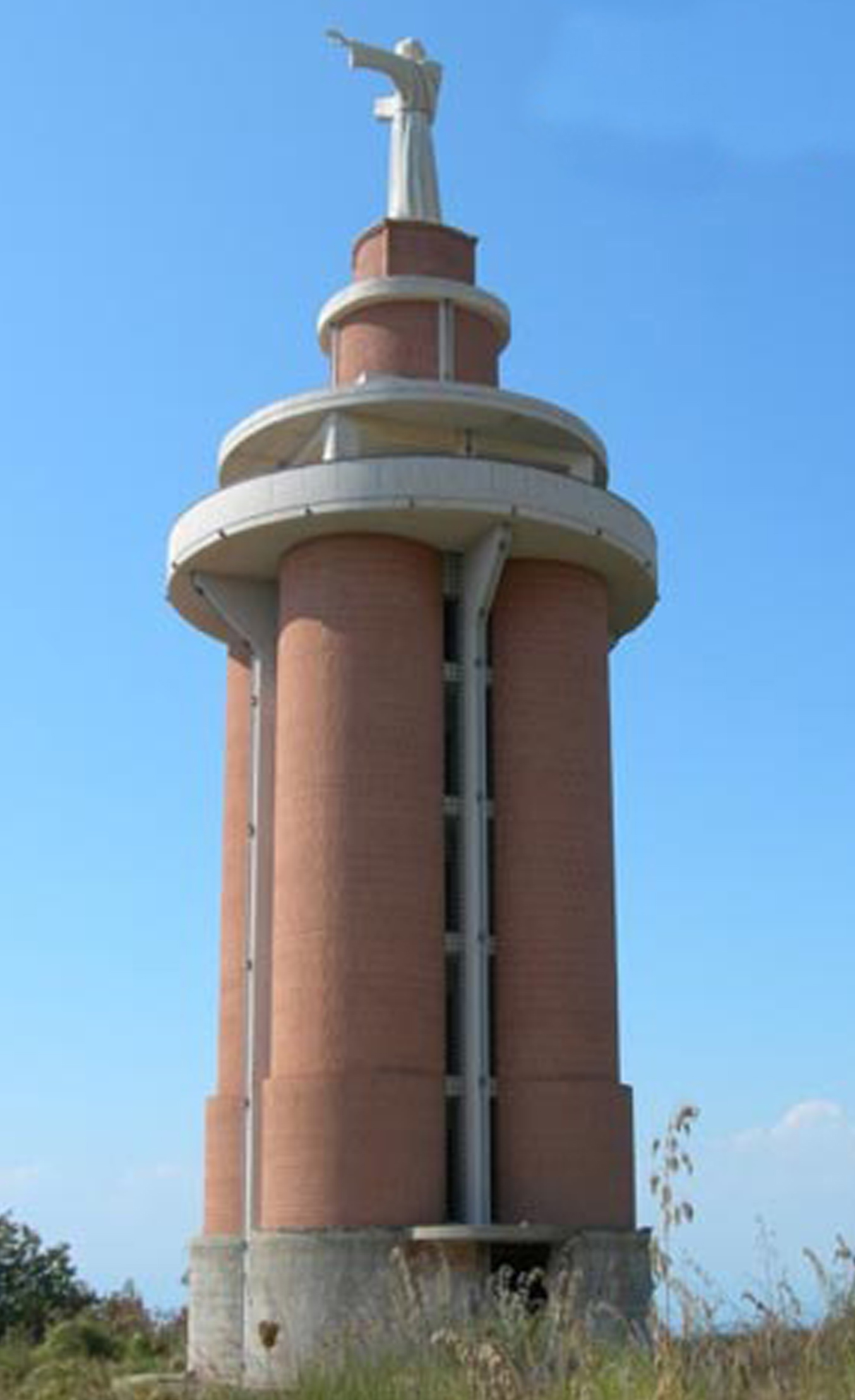
Agropoli - San Francesco

- La costa: La zona costiera visitabile si estende per una lunghezza di circa 3 km, rientra tra i siti di interesse comunitario (S.I.C.) e comprende lo scoglio Trentova, famoso per la panoramica caratteristica che lo vede legato alla terraferma da una sottilissima lingua di terra percorribile a piedi, lo "scoglio di san Francesco" e una serie di piccole insenature che si susseguono fino alla spiaggetta del Vallone (Castellabate), prima di Punta Tresino.

La baia di Trentova prende il nome dallo scoglio omonimo. Il nome deriva dal fatto che secondo la leggenda furono trovate nelle grotte sotto la roccia trenta uova di gabbiano o di tartaruga marina. Qui si trovano bar, lidi ed attrezzature turistiche.

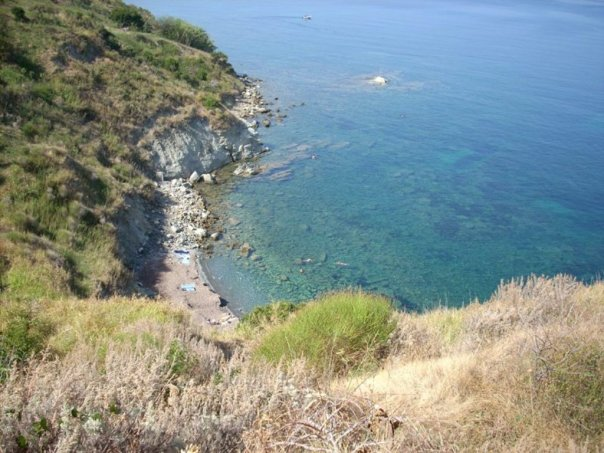
La Baia di San Francesco, Agropoli

Accanto alla baia di Trentova c'è una piccola baia detta di San Francesco, dal nome del monastero sovrastante e dallo scoglio sito in mezzo al mare, riconoscibile per la croce posta sull'estremità superiore.
Verso nord si estende una lunga spiaggia attraversata da diversi torrenti che arriva alla zona archeologica di Paestum.
Per il quinto anno consecutivo la città di Agropoli è Bandiera Blu.

## Società

### Evoluzione demografica
Abitanti censiti

### Etnie e minoranze straniere
Al 1º gennaio 2022 ad Agropoli risultano residenti 777 cittadini stranieri. Le nazionalità sono:
1. Romania, 295
2. Ucraina, 249
3. Polonia, 95
4. Bulgaria, 60
5. Russia, 23
6. Moldavia, 10
7. Albania, 9
8. Regno Unito, 7
9. Kosovo, 5
10. Lituania, 5
11. Germania, 5
12. Spagna, 4
13. Paesi Bassi, 3
14. Francia, 2
15. Serbia, 1
16. Austria, 1
17. Montenegro, 1
18. Portogallo, 1

### Religione
La maggioranza della popolazione è battezzata di fede cristiana, appartenenti principalmente alla Chiesa cattolica; il comune appartiene alla diocesi di Vallo della Lucania che comprende sette parrocchie.

#### Culto di San Francesco d'Assisi
La comunità cattolica locale è legata al culto del patrono d’Italia per il suo passaggio presso Agropoli in una o due riprese (1219, probabilmente anche 1222).

Al passaggio del santo nel borgo cilentano è legata una leggenda che narra di una predica ai pesci: si racconta che il frate, giunto in barca, cercò di predicare alla popolazione locale; rendendosi conto tuttavia dell'indifferenza alle sue parole decise di ritirarsi in preghiera presso uno sperone roccioso sulla costa, affiorante dal mare a poca distanza dalla spiaggia di Trentova. Come si legge in uno scritto dello storico Costantino Gatta del 1732,

A celebrazione dell'evento sullo scoglio è stata installata una croce ben visibile da mare e da terra. 

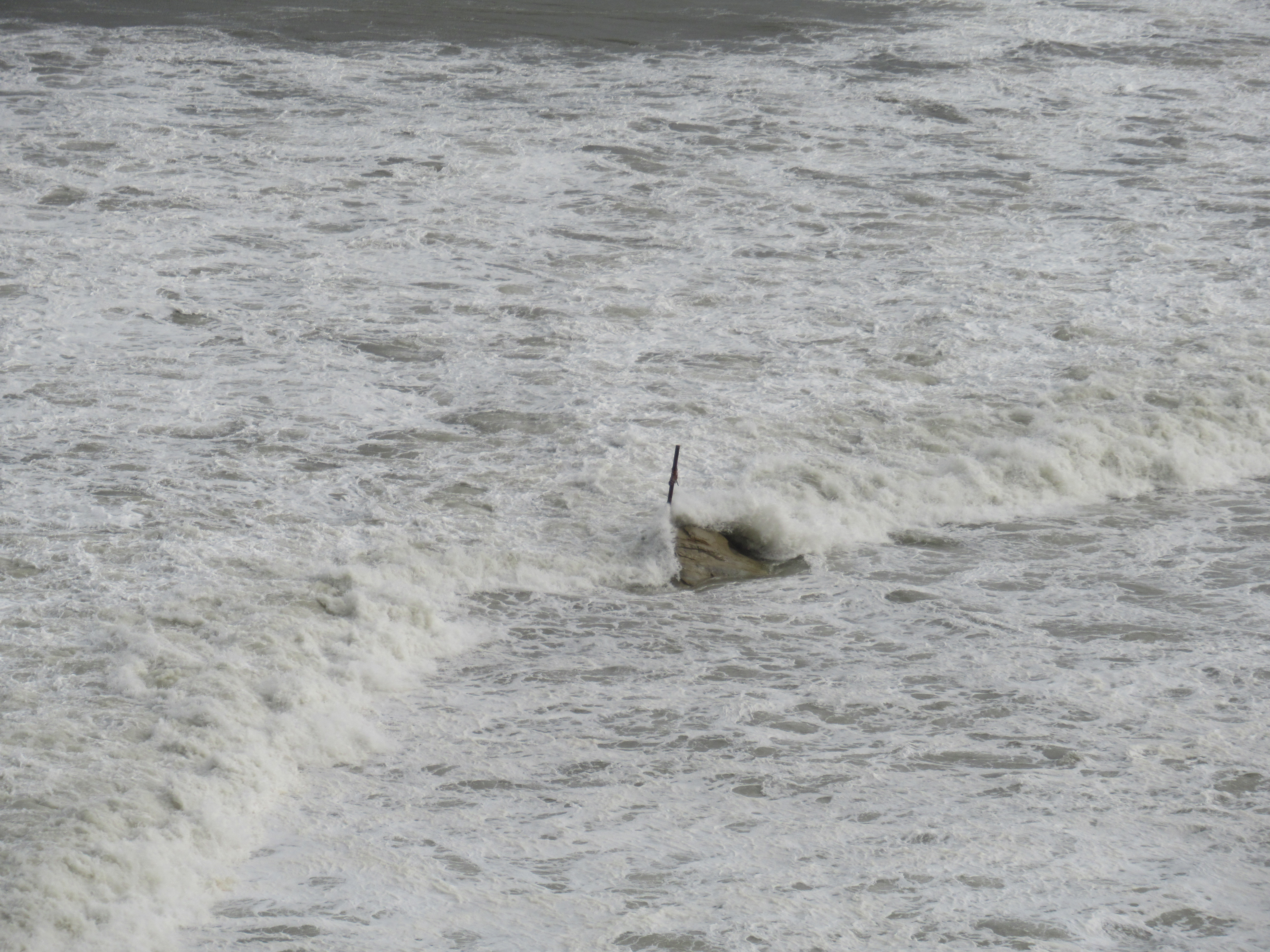
Scoglio di San Francesco durante una mareggiata. In accordo con la leggenda, assecondata dalla conformazione del fondale e della costa, lo scoglio non viene mai sommerso completamente dalle onde.

Sulla roccia che sovrasta lo scoglio della predica, inoltre, fu fondato (pare per sua espressa volontà) un convento con annessa chiesa, la cui data di ultimazione risale al 1230, quattro anni dopo la sua morte. La chiesa, distrutta dall’incuria del tempo, venne riedificata, consacrata e riaperta al culto nell’ottobre del 1974, mentre l'edificio che ospitava il convento oggi è una struttura ricettiva.

### Tradizioni e folclore

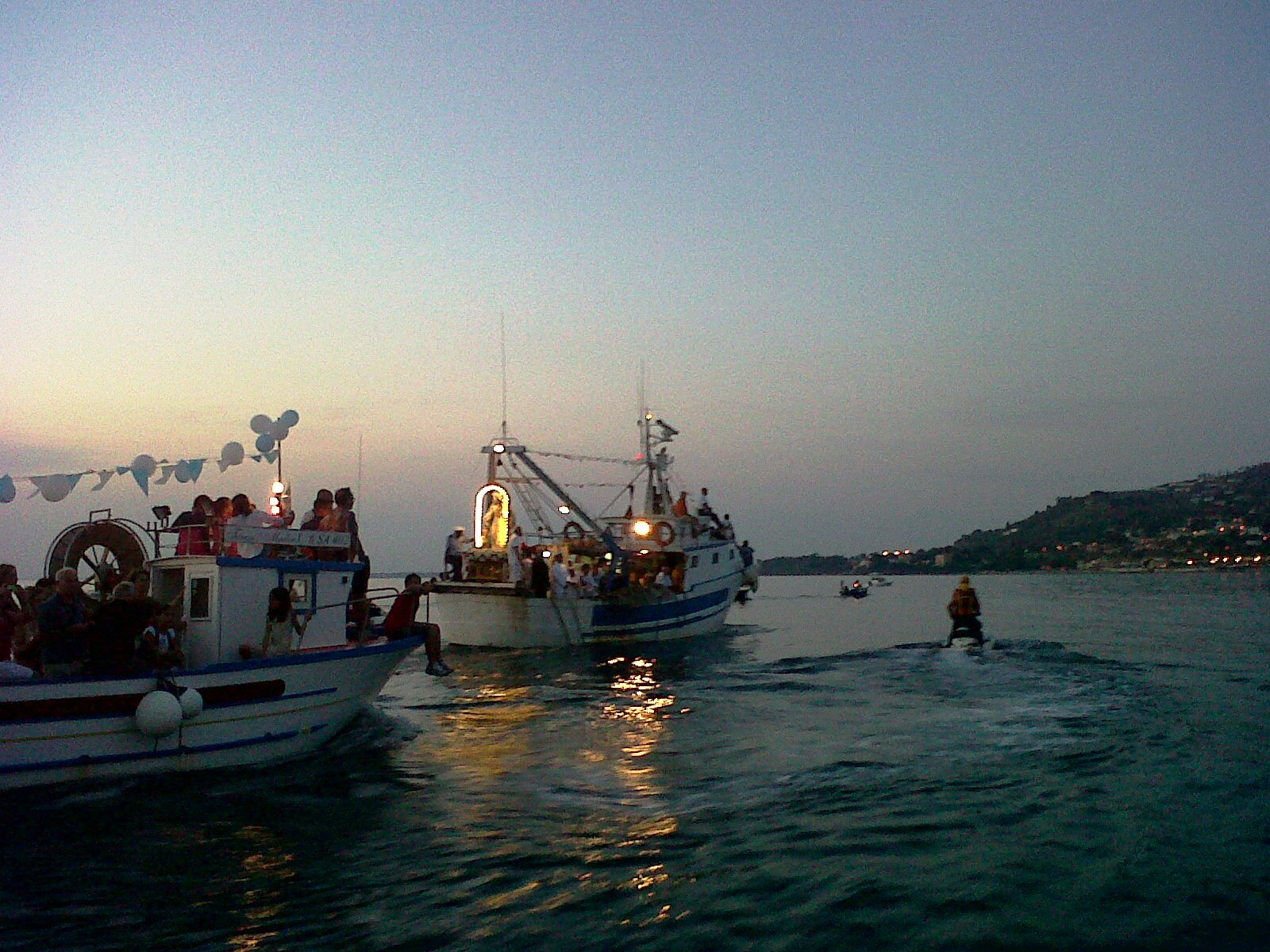
La statua della Madonna di Costantinopoli viene portata in processione in mare da pescherecci di Agropoli

Il 24 luglio si svolge una caratteristica celebrazione cattolica in onore della Madonna di Costantinopoli, protettrice dei pescatori. La statua della Madonna viene portata in processione dalla chiesa omonima fino al porto; da qui la funzione prosegue in mare, su imbarcazioni pavesate, dopo il tramonto.

## Cultura

### Musei
Dal 2011 è presente un piccolo Antiquarium comunale presso il Palazzo Civico delle Arti, una costruzione del centro risalente al 1892. I reperti, attraverso i quali si ripercorre tutta la storia dell’abitato, coprono un arco cronologico piuttosto ampio, dalla protostoria al medioevo.

### Teatro
Il CineTeatro comunale Eduardo De Filippo è stato inaugurato nel dicembre del 2014, a 30 anni dalla scomparsa del grande attore, regista e drammaturgo napoletano al quale è intitolato. La sua sala dispone di 476 posti a sedere. Viene proposta annualmente una stagione teatrale. La prima stagione teatrale è stata inaugurata dalla Compagnia di teatro di Luca De Filippo il 25 novembre 2015, due giorni prima della scomparsa del figlio di Eduardo, portando in scena la commedia Non ti pago!. Nella stessa stagione teatrale è stato ospitato anche Luigi De Filippo, figlio di Peppino, che con la sua compagnia ha fornito una magistrale interpretazione de “Il berretto a sonagli” di Luigi Pirandello. La direzione artistica delle stagioni teatrali è di Pierluigi Iorio.

### Cucina
La cucina locale riflette le caratteristiche della cucina cilentana, costituita sia da piatti di terra (pasta, verdure, latticini, salumi) sia da piatti di mare (pesce, crostacei, molluschi).
Tipico prodotto di Agropoli sono le alici che vengono preparate secondo molte ricette tradizionali: "mbuttunate" (imbottite, ripiene), "arreganate" (cioè condite con l’origano), "marinate" o "salate"; comuni anche ad Agropoli le rinomate alici di "menaica" di Pisciotta, che prendono il nome dalla tecnica con cui vengono pescate, utilizzando cioè la menàica o menàide, un tipo di rete a maglia larga.
Altro prodotto tipico è il fico bianco D.O.P., così detto per la colorazione chiara della buccia dei frutti, una volta essiccati; i fichi in genere vengono ulteriormente lavorati e trasformati in specialità quali i fichi pelati (ricoperti da un velo di zucchero), i fichi 'mbaccati (cotti al forno, infarciti di mandorle tostate, aromatizzati con semi di finocchio o buccia di agrumi e con foglie di alloro, e in genere disposti a mo' di spiedini); fichi al cioccolato (glassati con cioccolato, in genere fondente).

## Geografia antropica

### Frazioni
Lo statuto di Agropoli non menziona frazioni. Secondo il 14º Censimento, le località abitate sono:
- Campanina, 250 m s.l.m., 99 abitanti;
- Cannetiello, 25 m s.l.m., 57 abitanti;
- Destre, 95 m s.l.m., 49 abitanti;
- Fonte Saraceno, 145 m s.l.m., 58 abitanti;
- Iscalonga, 24 m s.l.m., 45 abitanti;
- La Vecchia, 150 m s.l.m., 28 abitanti;
- Mancone, 22 m s.l.m., 73 abitanti;
- Marettima, 175 m s.l.m., 60 abitanti;
- Marrota, 75 m s.l.m., 27 abitanti;
- Mattine, 16 m s.l.m., 457 abitanti;
- Moio, 25 m s.l.m., 217 abitanti;
- Monaci, 25 m s.l.m., 49 abitanti;
- Mutalipassi, 65 m s.l.m., 14 abitanti;
- Palombe, 30 m s.l.m., 19 abitant;
- Piaggese, 11 m s.l.m., 56 abitanti;
- Picone, 30 m s.l.m., 39 abitanti;
- Piscone, 26 m s.l.m., 29 abitanti;
- Ponti Rossi, 63 m s.l.m., 23 abitanti;
- Principe, 106 m s.l.m., 34 abitanti;
- San Biagio, 38 m s.l.m., 31 abitanti;
- Serra, 60 m s.l.m., 70 abitanti;
- Streppina, 13 m s.l.m., 219 abitanti;
- Torre, 94 m s.l.m., 43 abitanti;
- Torretta, 26 m s.l.m., 50 abitanti;
- Ventre, 52 m s.l.m., 49 abitanti.

## Economia
Attualmente le attività economiche principali sono il turismo, il commercio e i servizi; in passato tale ruolo spettava alla pesca e all'agricoltura. È presente anche l'industria, con quaranta piccole aziende, che danno lavoro a circa 1 500 persone.
L'economia locale si basa sulle attività del terziario, alle quali si affianca un sistema di microimprese artigiane legate in prevalenza all'edilizia ed a piccole produzioni manifatturiere per lo più rivolte al mercato locale, e un insieme di piccole imprese agricole a conduzione familiare. Secondo l'ISTAT le attività del terziario, istituzioni, commercio ed altri servizi, sono il 47% del totale, quelle del secondario, industria ed artigianato, il 13%, quelle del primario, agricoltura e pesca, il 40%.

### Turismo
Il turismo ad Agropoli è tra le attività più redditizie. In inverno vi sono 20 000 persone, d'estate più del doppio, grazie a turisti italiani e stranieri. La ricettività alberghiera è composta da Bed and breakfast e hotel di media categoria sul lungomare.

### Agricoltura
Il parco nazionale del Cilento ha il maggior numero di produzioni recentemente riconosciute dal Ministero dell'Agricoltura. Ai marchi Denominazione di Origine Controllata (DOC) e Indicazione Geografica Tipica (IGT) dei vini di produzione locale, si aggiunge la produzione di olio extravergine di oliva (DOP) e di liquori vari.
Quanto agli altri prodotti tipici della zona, oltre alla mozzarella di Bufala Campana DOP, alla mozzarella vaccina "co' a mortedda" al cacioricotta di capra cilentana e al "caciocavallo" tipico, vanno ricordati il miele, il carciofo di Paestum (IGP), il cece di Cicerale, il fagiolo di Controne, il fico bianco del Cilento; rinomata anche la produzione dolciaria di fichi secchi e al cioccolato.

## Infrastrutture e trasporti

### Strade
Il principale asse stradale di accesso al territorio comunale è la Strada Provinciale 430/a con uscite agli svincoli di Agropoli Nord e Agropoli Sud.
La Strada statale 18 Tirrena Inferiore lambisce il territorio attraversando la frazione nord-orientale di Mattine.
Le strade regionali e provinciali per i collegamenti con i comuni limitrofi sono:
- Strada Regionale 267/a;
- Strada Regionale 267/b, che collega Agropoli con Castellabate;
- Strada Provinciale 45 Agropoli-S. Cosma-Innesto SS 18.
- Strada Provinciale 184 Agropoli-Trentova.
- Strada Provinciale 278 Agropoli-Licinella.

### Ferrovie

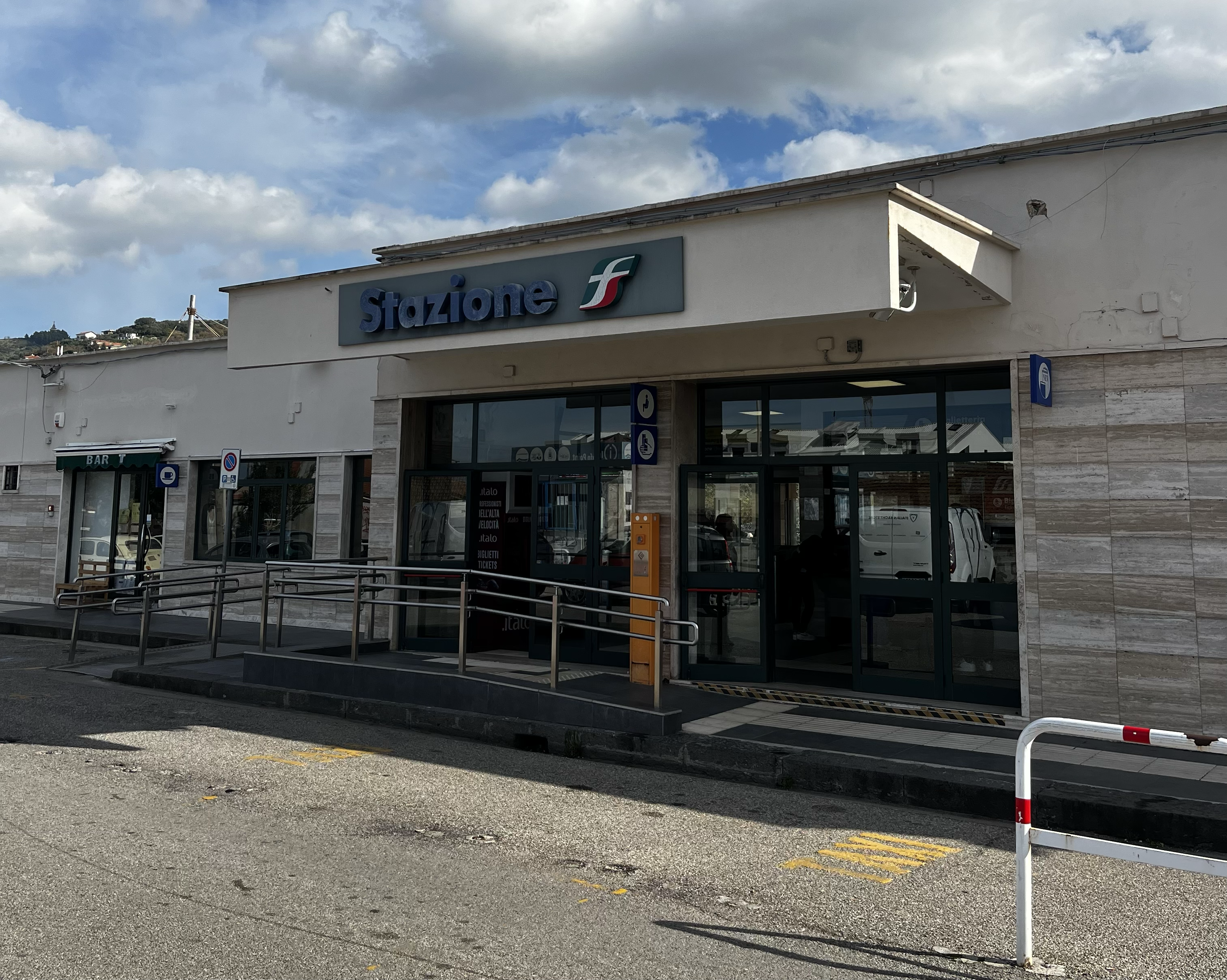
Stazione di Agropoli-Castellabate

La stazione di Agropoli-Castellabate, posta sulla ferrovia Tirrenica Meridionale, è servita da treni sia regionali che a medio-lunga percorrenza.

### Porti

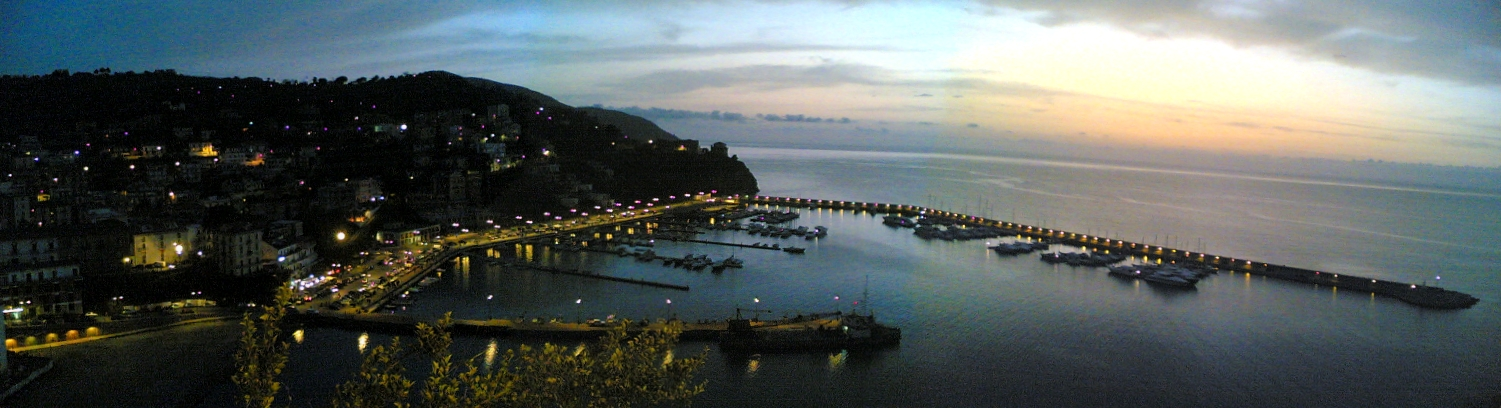
Agropoli - Il Porto al Tramonto

Il porto di Agropoli è un porto turistico-peschereccio di IV classe. Con circa 1.100 posti barca, è il primo porto del Cilento ed uno dei maggiori a Sud di Salerno.
Il porto è ricavato all’interno dell’insenatura che si apre a sud di Punta del Fortino ed è costituito da un molo di sopraflutto a gomito orientato rispettivamente per N e per NE lungo 572 metri, da una banchina di riva, con ampio piazzale retrostante, lunga 327 metri e da un molo di sottoflutto orientato per NNW lungo 159,43. L’imboccatura del porto ha un’ampiezza di 145 metri ed il successivo bacino di evoluzione ha un diametro di 165 metri; i fondali per l’atterraggio e l’evoluzione nel bacino variano dai 6 ai 5 metri. Ogni ormeggio è dotato di sistemi di fornitura energetica, idrica, sanitaria e antincendio. Nel porto sono presenti anche servizi igienici e bagni per disabili, docce e una sala lavanderia.

La città era collegata nei mesi estivi agli altri maggiori porti delle coste campane mediante il servizio aliscafi "Metrò del Mare".

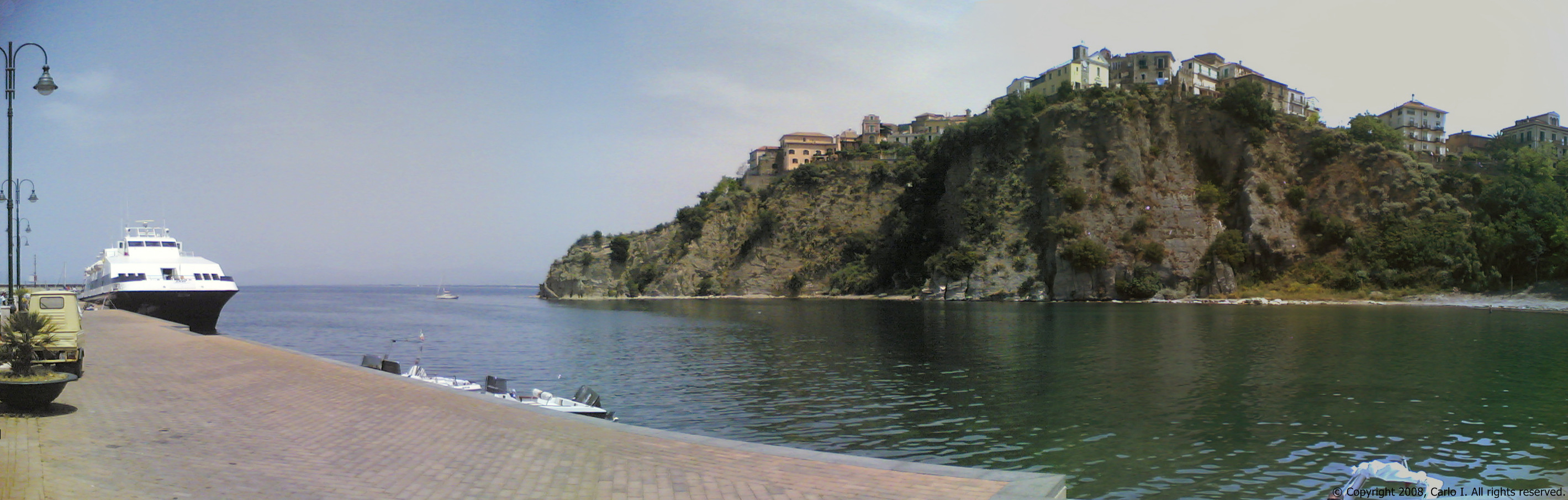
Agropoli - Il Metrò del Mare al Porto

### Mobilità urbana
La rete di trasporti su autobus è gestita dall'azienda Giuliano Bus, che si avvale anche del parco mezzi della precedente azienda di autoservizi locale (SCAT s.r.l.) recentemente inglobata. Vengono forniti due servizi circolari urbani dalla zona centro (rispettivamente per le zone "Madonna del Carmine/Fuonti" e "Moio/Baia di Trentova"), mentre la periferia a nord dell'abitato (zona "San Marco/Mattine") è servita mediante linee extraurbane in direzione Paestum/Capaccio/Giungano.
Dal 2011 è presente un terminal bus in via Salvo D’Acquisto per l'interscambio con le linee extraurbane.

## Amministrazione

Il gonfalone cittadino

| Periodo          | Periodo          | Primo cittadino             | Partito                                                    | Carica  | Note |
| ---------------- | ---------------- | --------------------------- | ---------------------------------------------------------- | ------- | ---- |
| 23 aprile 1995   | 16 novembre 1997 | Bruno Mautone               | Alleanza Nazionale                                         | Sindaco |      |
| 16 novembre 1997 | 25 maggio 2002   | Paolo Serra                 | Partito Democratico della Sinistra Democratici di Sinistra | Sindaco |      |
| 25 maggio 2002   | 16 giugno 2004   | Luigino Di Marco            | La Margherita                                              | Sindaco |      |
| 16 giugno 2004   | 27 maggio 2007   | Antonio Domini              | Democratici di Sinistra                                    | Sindaco |      |
| 27 maggio 2007   | 12 giugno 2017   | Francesco "Franco" Alfieri  | La Margherita Partito Democratico                          | Sindaco |      |
| 12 giugno 2017   | 20 aprile 2022   | Adamo Coppola               | Partito Democratico                                        | Sindaco |      |
| 13 giugno 2022   | in carica        | Roberto Antonio Mutalipassi | Partito Democratico Partito Socialista Italiano            | Sindaco |      |

### Gemellaggi
- Chili

### Altre informazioni amministrative
Il comune fa parte dell'Unione dei comuni Alto Cilento.

## Sport

### Impianti sportivi
I principali impianti sportivi della città sono:
- Stadio Raffaele Guariglia, struttura dedicata al calcio e all'atletica leggera. L'impianto, inaugurato il 1º Novembre 1995 e ristrutturato nel 2015, è dotato di 1.900 posti a sedere (due tribune coperte da 950 posti); l'area di gioco del campo principale è di 105x63 metri e il terreno è in erba naturale. Dispone inoltre di una pista ciclabile ad otto corsie e altre aree dedicate all'atletica leggera, un campo da calcio a 11 secondario in erba sintetica ("campo Gianfranco Torre")[39], e diversi complessi comunali per la pratica del calcio a 5 e ad 8.[40]
- Pala Di Concilio, edificato sull'area della vecchia tendostruttura comunale e inaugurato nel 2010, è dotato di 1.000 posti a sedere ed è principalmente dedicato alla pallacanestro.[40]
- PalaGreen, palazzetto dello sport polifunzionale inaugurato nel 2014 in località Moio, da 500 posti.[40]

### Calcio
(Andrij Ševčenko)
La squadra calcistica di maggior rilievo della città è l'Unione Sportiva Agropoli, che milita in Promozione. L'U.S. Agropoli disputa le partite di casa allo Stadio Raffaele Guariglia.
La città ospita anche altre squadre di calcio, tra cui l’Atletico Agropoli Cilento, nata dalla fusione tra il San Marco Agropoli e il Real Vatolla. I colori sociali del club sono il giallo e l’azzurro, e la squadra milita attualmente nel campionato regionale di prima categoria. Le partite casalinghe vengono disputate presso il campo sportivo Gianfranco Torre.
La città è anche sede di altre manifestazioni calcistiche, principalmente la competizione giovanile Torneo Internazionale Città di Agropoli, che si svolge nella settimana di Pasqua.

### Pallacanestro
La principale compagine cestistica locale è arrivata a partecipare alla serie A2, sotto la denominazione di Polisportiva Basket Agropoli, nelle stagioni 2015-16 (in cui arrivò a disputare i play-off) e 2016-17. Al termine di tale stagione, conclusasi con la retrocessione, per problemi economici scelse di cedere il titolo sportivo che le avrebbe permesso la partecipazione alla serie B alla Napoli Basket (2016) e cambiò denominazione in New Basket Agropoli, ripartendo dalla serie D. La società attualmente milita in Serie C Gold maschile. Le partite di casa si giocano al Pala Di Concilio.

### Arti Marziali
Agropoli è sede dell’associazione Karate Club Agropoli, presente sul territorio da diversi anni e che fa parte della Federazione Sportiva Italiana Karate Fesik, ottenendo diversi risultati a livello nazionale e regionale

### Atletica
L'Associazione Sportiva Atletica Libertas Agropoli, fondata nel 1986, è la più importante società d'atletica comunale e ha ottenuto risultati rilevanti anche al di fuori del contesto locale. La Libertas Agropoli è inoltre promotrice di eventi sportivi legati al territorio, su tutti la Agropoli Half Marathon, in programma ogni primavera, e la Transmarathon, in programma ogni anno alla fine del mese di agosto.
Dall'1 al 3 giugno 2018 presso lo stadio Raffaele Guariglia si sono disputati i Campionati Italiani Juniores e Promesse. Tra il 21 e il 23 giugno del 2019 si sono svolti presso la medesima struttura i Campionati Italiani Allievi, assurti agli onori delle cronache per il record italiano U20 nel salto in lungo fatto registrare dall'allora sedicenne Larissa Iapichino. Nel 2023 ha ospitato i campionati italiani promesse.

### Ciclismo
Per il ciclismo, nel 1984 Agropoli è stata sede di arrivo di una tappa del Giro d'Italia, vinta da Urs Freuler, e nel 2013 è stata sede di passaggio della terza tappa, Sorrento-Marina D'Ascea, vinta da Luca Paolini. Nel 2018, Agropoli è stata ancora sede di passaggio dell'ottava tappa, Praia a Mare-Montevergine di Mercogliano, vinta da Richard Carapaz.